# موساشییاما تاکشی
موساشییاما تاکشی (به ژاپنی: 武蔵山 武) کُشتی‌گیر سوموی اهل استان کاناگاوا در کشور ژاپن است که سی‌وسومین کشتی‌گیر دارای رتبهٔ یوکوزونا محسوب می‌شود. وی در سال ۱۹۳۵ میلادی به این مرتبه ارتقا یافت و در سال ۱۹۳۹ میلادی بازنشست شد. موساشییاما تاکشی توانست ۱ بار قهرمان (یوشو) مسابقات سومو شود.